# Iván Pellicer
Iván Pellicer (El Palmar, Murcia, España, 1 de febrero de 1997) es un actor español conocido por su actuación en la serie de Netflix Sagrada familia y en la película slasher El club de los lectores criminales (2023).

## Biografía
Iván Pellicer nació en El Palmar, Murcia en febrero de 1997. Antes de su mayoría de edad, se mudó a Madrid con su madre para continuar sus estudios en bachillerato, y al cumplir los 18 se apuntó para estudiar interpretación en el centro Juan Codina. En 2018, dos años después de mudarse a Madrid, realizó su primer papel en la serie de Televisión Española Fugitiva, interpretando a Rubén Guzmán Escudero, el hijo del personaje de Paz Vega. Ese mismo año participó en la película Ánimas, dirigida por Laura Alvea y José F. Ortuño, siendo el protagonista.
En los posteriores años participó en diversos cortometrajes: A ninguna parte (2020) de Manuel Manrique, El joven Diego (2021) de Osama Chami y Enrique Gimeno, Matar a la madre (2022) de Omar Ayuso  e Inútil (2022) de Raquel Guerrero. En 2021 participó además en Élite: historias breves en los episodios de la historieta «Patrick» y como recurrente en la serie de Movistar+ Paraíso como Marqués, en la cual repitió su papel en su segunda temporada, estrenada en 2022.
A finales de 2022 protagonizó la serie de Netflix Sagrada familia con el personaje de Abel, junto a Najwa Nimri, Álex García y Carla Campra, entre otros, la cual fue renovada por una segunda temporada. En 2023 estrenó la película El club de los lectores criminales, un slasher que protagonizó junto a Álvaro Mel y Veki Velilla para Netflix. En mayo de 2024 estrenó en cines el filme Disco, Ibiza, Locomía, biopic del grupo de los 80 Locomía en la que interpreta a Manuel Arjona.

## Filmografía

### Televisión
| Año       | Título                  | Personaje                      | Notas                                     |
| --------- | ----------------------- | ------------------------------ | ----------------------------------------- |
| 2018      | Fugitiva                | Rubén Guzmán Escudero          | Elenco principal; 9 episodios             |
| 2021      | Élite: historias breves | Beni                           | Elenco principal (miniserie); 3 episodios |
| 2021–2022 | Paraíso                 | El Marqués                     | Elenco recurrente; 5 episodios            |
| 2022–2023 | Sagrada familia         | Abel Martínez / Eduardo Santos | Elenco principal; 16 episodios            |
| 2024      | Querer                  | Jon Gorosmendi                 | Elenco principal (miniserie); 4 episodios |
| 2025      | Legado                  | León Escudero                  | Elenco recurrente; 8 episodios            |

### Cine
| Año  | Título                             | Rol                     | Notas        |
| ---- | ---------------------------------- | ----------------------- | ------------ |
| 2018 | Ánimas                             | Abraham                 |              |
| 2020 | A ninguna parte                    | Miguel                  | Cortometraje |
| 2021 | El joven Diego                     | Diego                   | Cortometraje |
| 2022 | Matar a la madre                   | Noa                     | Cortometraje |
| 2022 | Inútil                             | Tito                    | Cortometraje |
| 2023 | El club de los lectores criminales | Fernando «Nando» Aguado |              |
| 2024 | Disco, Ibiza, Locomía              | Manuel Arjona           |              |

## Premios y nominaciones
| Año  | Categoría                           | Trabajo nominado | Resultado | Ref.  |
| ---- | ----------------------------------- | ---------------- | --------- | ----- |
| 2025 | Mejor actor de reparto en una serie | Querer           | Nominado  | [ 9 ] |